# Jemenitische voetbalbond
De Yemen Football Association (YFA) is de voetbalbond van Jemen. 
De voetbalbond werd opgericht in 1962 en is sinds 1980 lid van de Aziatisch voetbalbond (AFC), sinds 2009 lid van de West-Aziatische voetbalbond (CAFA) en sinds 2016 lid van de Arabische Golf Cup voetbalbond (AGCFF). In 1980 werd de bond lid van de FIFA. Het hoofdkantoor staat in Sanaa. De voetbalbond is onder andere verantwoordelijk voor het Jemenitisch voetbalelftal. 
De bond werd geschorst in 2005 vanwege een grote inmenging van de politiek in de bond, een schending van artikel 17 van de FIFA-statuten. Door deze schorsing mocht het elftal van Jemen niet meedoen aan internationale toernooien en mochten er geen buitenlandse teams in Jemen spelen.

## President
In oktober 2021 was de president Ahmed Saleh Al Eissi.